# Acanthogobius
Az Acanthogobius a csontos halak (Osteichthyes) főosztályának a sugarasúszójú halak (Actinopterygii) osztályába, ezen belül a sügéralakúak (Perciformes) rendjébe, a gébfélék (Gobiidae) családjába és a Gobionellinae alcsaládjába tartozó nem.

## Rendszerezés
A nembe az alábbi 6 faj tartozik:
- Acanthogobius elongatus (Fang, 1942)
- Acanthogobius flavimanus (Temminck & Schlegel, 1845)
- Acanthogobius hasta (Temminck & Schlegel, 1845)
- Acanthogobius insularis Shibukawa & Taki, 1996
- Acanthogobius lactipes (Hilgendorf, 1879)
- Acanthogobius luridus Ni & Wu, 1985